# 毛竹山、官山遗址
毛竹山、官山遗址位于中国安徽省宁国市西津街道罗溪村境内，是两处相邻的旧石器时代遗址，2013年被列为第七批全国重点文物保护单位。
毛竹山、官山遗址地处水阳江上游，坐落在一条由西南至东北走向的陇岗上，两遗址东北至西南相距约500米，东距西津河600米。遗址于1988年发现，1997年安徽省文物考古研究所等单位进行了发掘。毛竹山遗址面积50万平方米，官山旧石器遗址面积45万平方米。在两处遗址中出土大量砾石和石制品。官山遗址同时还发现有西周遗存及大量汉墓。